# Винокурова, Ирина Евгеньевна
Ирина Евгеньевна Винокурова (в замужестве Колчинская, в эмиграции Ирина Колчинская, англ. Irene Kolchinsky; род. 14 марта 1953) — российско-американский литературовед, критик. Дочь поэта Евгения Винокурова.

## Биография
Окончила филологический факультет МГУ. Работала в журналах «Октябрь» и «Вопросы литературы», публиковалась как литературовед и литературный критик.
В 1991 году вместе с мужем, биологом Александром Колчинским, эмигрировала в США. В 2001 году защитила диссертацию «Возрождение русского литературного авангарда. Поколение Оттепели и вокруг» (англ. The Revival of the Russian Literary Avant-Garde: The Thaw Generation and Beyond) в Иллинойском университете, в том же году опубликовала её в Мюнхене в качестве монографии. По-русски напечатала очерк жизни и творчества Николая Глазкова «Всего лишь гений…» (2006, переиздание 2008), получивший высокую оценку специалистов. Автор первой биографии Нины Берберовой «Нина Берберова: известная и неизвестная» (2023), на которую оперативно и доброжелательно откликнулась пресса
С 2006 по 2020 год ответственный редактор Американской библиографии славянских и восточноевропейских исследований (ABSEES).
Лауреат премии журнала «Звезда» (2019) — за документальное исследование «Нина Берберова и третья волна эмиграции».